# Heterodyfuzja
Heterodyfuzja – proces polegający na dyfuzji obcych atomów (domieszki) do materiału rozpuszczalnika.

## Ogólne informacje
Dyfuzja obcych atomów domieszki mechanizmem międzywęzłowym sprowadza się do elementarnych przeskoków z jednego do drugiego położenia będącego w równowadze. Ruch atomu międzywęzłowego wiąże się jedynie z pokonaniem danej bariery energetycznej.
W przypadku dyfuzji obcych atomów domieszki mechanizmem wakansowym pojawia się dodatkowy czynnik, związany z oddziaływaniem przyciągającym lub odpychającym pomiędzy atomami domieszki a wakansami. Wówczas entalpia swobodna Gibbsa potrzebna do powstania jednego Wakansu jest powiększana lub zmniejszana w zależności od typu oddziaływania przez mniejszą od zera lub większą od zera entalpię swobodną Gibbsa wynikającą z oddziaływania pomiędzy wakansem a atomem domieszki.
Oba mechanizmy podlegają prawom klasycznej termodynamiki statystycznej zgodnej z rozkładem Boltzmanna. Jedynym wyjątkiem jest atom wodoru w niskich temperaturach podlegający kwantowej termodynamice statystycznej ze względu na występowanie efektu tunelowego.

## Zależność temperaturowa od współczynnika heterodyfuzji
Zależność temperaturowa od współczynnika heterodyfuzji, matematycznie niczym się nie różni od ogólnej relacji Arrheniusa dla procesów dyfuzyjnych wyznaczonych przez Ficka (1829–1901). Wyraża się ona poniższym wzorem:
{\displaystyle D=D_{0}\exp \left(-{\frac {Q}{k_{B}\ T}}\right),}
gdzie:
{\displaystyle D_{0}} – przedeksponencjalny współczynnik dyfuzji [m²/s],
{\displaystyle Q} – energia aktywacji dyfuzji [J],
{\displaystyle k_{B}} – stała Boltzmanna [J/K],
{\displaystyle T} – temperatura bezwzględna [K].
W przypadku dyfuzji atomów domieszek, które różnią się fizycznie i chemicznie od atomów sieci krystalicznej rozpuszczalnika należy uwzględnić we wzorze dwa dodatkowe fakty:
- atom domieszki może oddziaływać z wakansem przyciągająco lub odpychająco, pojawia się energia ich wzajemnego oddziaływania,
- w odróżnieniu od dyfuzji własnej współczynnik korelacji może być zależny od temperatury. Z tego powodu wprowadzono pojęcie energii aktywacji współczynnika korelacji C.

Dla domieszek o niskim stężeniu w rozpuszczalników, dyfuzja zależy od:
- wielkości atomu domieszki,
- wartościowości domieszki względem wartościowości atomów własnych danego rozpuszczalnika,
- zmiennego współczynnika korelacji dyfuzji domieszek[1].

### Zależność dla mechanizmu międzywęzłowego
Heterodyfuzja atomów (tzw. międzywęzłowych) o małych promieniach atomowych (np. wodoru, węgla, azotu, tlenu) w metalach jest znacznie szybsza od dyfuzji własnej oraz heterodyfuzji mechanizmem wakansowym. Spowodowane jest to mniejszymi wartościami energii aktywacji. Rozbudowana wersja zależności temperaturowej współczynnika heterodyfuzji odbywającej się mechanizmem międzywęzłowym wyraża się relacją:
{\displaystyle D_{d}=f_{d}\cdot g\cdot a^{2}\cdot \nu ^{0}\cdot \exp \left({\frac {S_{d}^{M}}{k_{B}}}\right)\cdot \exp \left(-{\frac {H_{d}^{M}}{k_{B}\cdot T}}\right),}
gdzie:
{\displaystyle f_{d}} – współczynnik korelacji dla domieszki (małe stężenie {\displaystyle f=1,} duże stężenie {\displaystyle f<1}),
{\displaystyle g} – czynnik geometryczny (zależy od typu struktury),
{\displaystyle a} – parametr sieci [m],
{\displaystyle \nu ^{0}} – częstotliwość prób przeskoku atomu (częstotliwość Debye’a) [1/s],
{\displaystyle S_{d}^{M}} – entropia migracji atomów domieszki [J/K],
{\displaystyle k_{B}} – stała Boltzmanna [J/K],
{\displaystyle H_{d}^{M}} – entalpia migracji atomów (energia aktywacji dyfuzji domieszki) [J].

### Zależność dla mechanizmu wakansowego
Heterodyfuzja atomów o promieniach atomowych zbliżonych do atomów rozpuszczalnika odbywa się różnymi prędkościami, zależnymi od wielu parametrów. Rozbudowana wersja zależności temperaturowej współczynnika heterodyfuzji odbywającej się mechanizmem wakansowym wyraża się relacją:
{\displaystyle D_{d}=f_{d}\cdot g\cdot a^{2}\cdot \nu ^{0}\cdot \exp \left({\frac {S_{d}^{M}+S^{F}-S^{B}}{k_{B}}}\right)\cdot \exp \left(-{\frac {H_{d}^{M}+H^{F}-H^{B}+C}{k_{B}\cdot T}}\right),}
gdzie:
{\displaystyle f_{d}} – współczynnik korelacji dla domieszki,
{\displaystyle g} – czynnik geometryczny (zależy od typu struktury),
{\displaystyle a} – parametr sieci [m],
{\displaystyle \nu ^{0}} – częstotliwość prób przeskoku atomu (częstotliwość Debye’a) [1/s],
{\displaystyle S_{d}^{M}} – entropia migracji atomów domieszki [J/K],
{\displaystyle S^{F}} – entropia tworzenia się wakansu [J/K],
{\displaystyle S^{B}} – entropia oddziaływania atom domieszki-wakans [J/K],
{\displaystyle k_{B}} – stała Boltzmanna [J/K],
{\displaystyle H_{d}^{M}} – entalpia migracji atomów (energia aktywacji dyfuzji domieszki) [J],
{\displaystyle H^{F}} – entalpia migracji wakansu [J],
{\displaystyle H^{B}} – entalpia oddziaływania atom domieszki-wakans [J],
{\displaystyle C} – energia aktywacji współczynnika korelacji [J].